# Matsumoto Hiroyuki
Hiroyuki Matsumoto (sinh ngày 9 tháng 7 năm 1989) là một cầu thủ bóng đá người Nhật Bản.

## Sự nghiệp câu lạc bộ
Hiroyuki Matsumoto đã từng chơi cho Thespakusatsu Gunma và Fujieda MYFC.